# 加藤九祚
加藤 九祚（かとう きゅうぞう、1922年5月18日 - 2016年9月11日）は、日本の人類学者。アジア文化史・考古学で、多くの著作と訳書がある。創価大学、国立民族学博物館名誉教授。朝鮮名は李九祚(イ・クジョ) 。

## 経歴
出生から太平洋戦争終結・シベリア抑留
1922年、朝鮮慶尚北道に生まれ、山口県に育った。鉄工所工員・小学校代用教員を経て、1942年に上智大学予科へ入学した。1944年に応召し、満洲へ出征。1945年の敗戦により、ソ連軍に捕らえられ、シベリアに抑留された。
抑留より帰国
1950年に日本に帰国。1951年、上智大学文学部独文科に復学し、1953年に同大学を卒業。卒業後は恩師の小林珍雄の紹介で平凡社に入社。抑留中に習得したロシア語やドイツ語を生かしてユーラシア大陸の考古学やシベリアの諸民族に関する研究の翻訳紹介を始め、1963年に最初の著作である『シベリアの歴史』を刊行。1971年、平凡社を退社。念願のシルクロードを旅行している途中で、梅棹忠夫と出会った。
国立民族学博物館時代以降
1975年、梅棹に招かれる形で国立民族学博物館教授に就任。1983年、学位論文『北東アジア民族学史の研究：江戸時代日本人の観察記録を中心として』を大阪大学に提出して学術博士号を取得。1986年、国立民族学博物館を退官し、相愛大学教授に就いた。1988年、創価大学教授に転じた。同大学では「創価大学シルクロード学術調査団」を組織し、シルクロード研究センター長に就任した。1998年に創価大学を退職。
その後も精力的に中央アジア地域の調査に関わり、ウズベキスタン科学アカデミー考古学研究所と共同で、テルメズ郊外・カラテパでクシャン時代の仏教遺跡の発掘を開始。1999年、南方熊楠賞を受賞。2001年より毎年1冊、秋から冬の時期に、単独編集誌『アイハヌム 加藤九祚一人雑誌』を東海大学出版会から刊行し続けた。
没時まで発掘調査を行い、2016年9月、ウズベキスタンで発掘調査中に倒れ、搬送されたテルメズの病院で死去。享年94。

## 受賞・栄典
- 1976年：ロシアの日本学者ニコライ・ネフスキーの評伝『天の蛇』で大佛次郎賞受賞[1]。
- 1991年：大阪市民表彰。
- 1992年：ロシア科学アカデミー名誉歴史学博士。
- 1994年：大同生命地域研究賞受賞。
- 1999年：南方熊楠賞受賞[1][6]。
- 2002年：ウズベキスタン政府より「ドストリク勲章」（友好勲章）、テルメズ市より名誉市民章を受ける。
- 2009年：加藤 九祚一人雑誌雑誌『アイハヌム』でパピルス賞受賞[1]。
- 2010年：外務大臣表彰[1]。
- 2011年：秋の叙勲で瑞宝小綬章受章[1]。

## 家族・親族
- 夫人：加藤定子は服飾史研究者。山口県岩国市生まれ。パジリク文化の衣服を復元した研究などがある[7]。

## 著書
- 『シベリアの歴史』紀伊國屋新書 1963
  - 新装単行版 紀伊國屋書店 1994、新版2018
- 『シルクロードの十字路 中央アジアの昔と今』ベースボール・マガジン社「秘境探検双書」 1965
- 『西域・シベリア タイガと草原の世界』新時代社 1970／増補版 中公文庫 1991
- 『シベリアに憑かれた人々』岩波新書 1974、復刊 1988・2017
- 『ユーラシア文明の旅』新潮社「新潮選書」 1974／増補版 中公文庫 1993
- 『天の蛇 ニコライ・ネフスキーの生涯』[注釈 3] 河出書房新社 1976、改訂新版 2011
- 『中央アジア遺跡の旅』日本放送出版協会：NHKブックス 1979
- 『シベリア記』潮出版社 1980
  - 増訂版『シベリア記　遙かなる旅の原点』論創社 2020
- 『ヒマラヤに魅せられたひと ニコライ・レーリヒの生涯』人文書院 1982
- 『ユーラシア記』法政大学出版局 1984
- 『北東アジア民族学史の研究 江戸時代日本人の観察記録を中心として』恒文社 1986
- 『北・中央アジアの歴史と文化 NHK市民大学』日本放送出版協会 1987
- 『ユーラシア野帳』恒文社 1989
- 『続 ユーラシア文明の旅』私家版 1991
  - 増訂版『シルクロード文明の旅』 中公文庫 1994
- 『初めて世界一周した日本人』新潮選書 1993
- 『中央アジア歴史群像』岩波新書 1995
- 『中央アジア北部の仏教遺跡の研究』なら・シルクロード学研究センター 1997
- 『シルクロードの大旅行家たち』岩波ジュニア新書 1999
- 『シルクロードの古代都市 アムダリヤ遺跡の旅』岩波新書 2013

ロシア語著作
- Сибирь в сердце Японца ノヴォシビルスク 1992 - 訳題『日本人の心のシベリア』

共著・編著
- 『第二次世界大戦』相田重夫共著、青木書店 青木文庫 1955
- 『シルクロード事典』前嶋信次共編、芙蓉書房 1975、新版 1993
- 『シルクロード 人と出逢う旅』斎木幸子共著、駸々堂出版 1976
- 『エルミタージュ博物館』(世界の博物館 13) 講談社 1979
- 『熱砂の中央アジア（ユーラシア シルクロード1） 加藤久晴共著、日本テレビ放送網 1981
- 『万年雪の大コーカサス（ユーラシア シルクロード2） 加藤久晴共著 日本テレビ放送網 1981
- 『シルクロード』長沢和俊・護雅夫共著、筑摩書房 1983[8]
- 『日本のシャマニズムとその周辺』編著、日本放送出版協会 1984
- 『ウズベキスタン考古学新発見』ピダエフ共著、東方出版 2002
- 『アイハヌム 加藤九祚一人雑誌』東海大学出版会 2001-2012[9]

追悼出版
- 『ユーラシア研究56号 〈特集〉ウズベキスタン考古学調査と加藤九祚』（ユーラシア研究所、2017年8月）
- 『アイハヌム 加藤九祚一人雑誌 追悼号』平凡社、2022年7月[10]

### 訳書
- ロジェ・ガロディー『実存主義批判』青木書店 青木文庫 1955
- 『ソヴェト大百科事典 第二次世界大戦』相田重夫共訳、青木文庫 1955
- ボリス・ジューコフ（ロシア語版）『湖底に消えた都 イッシク・クル湖探検記』 角川新書 1963
- アルダン・セミョーノフ（ロシア語版）『知られざる大地　探検家チェルスキー夫（ロシア語版）妻（ロシア語版）の生涯』 学習研究社 1964
  - 改題新版『永遠のシベリア　探検家チェルスキー夫妻の生涯』新時代社 1970
- プルジェワルスキー『黄河源流からロプ湖へ』中野好之共訳、(西域紀行探検全集) 白水社 1967、新版「西域探検紀行選集」2004
  - 『黄河源流からロプ湖へ』(世界探検全集) 河出書房新社 1978、新版 2022[11]
- アレクセイ・オクラドニコフ『黄金のトナカイ 北アジアの岩壁画』美術出版社 1968
- 『西域の秘宝を求めて　埋もれていたシルクロード』ヤクボーフスキーほか、編訳、新時代社 1969、新版 1981
- ワシーリー・パセツキー（ロシア語版）『極地に消えた人々 北極探検記』 白水社 1969、新版 2002
- ワディム・マッソン『埋もれたシルクロード』岩波新書 1970、復刊 1981
- セルゲイ・ルデンコ『スキタイの芸術』江上波夫共訳、新時代社 1971
- ユーリー・シムチェンコ『極北の人たち』岩波新書 1972
- アレクセイ・オクラドニコフ『シベリアの古代文化 アジア文化の一源流』加藤晋平共訳、講談社 1974
- ウラディミール・アルセーニエフ『デルス・ウザーラ』角川文庫、1975[12]
- ゲオルク・シュテラー『カムチャツカからアメリカへの旅』(世界探検全集) 河出書房新社 1978、新版 2023[13]
- 『フォン・シーボルト　日本』中井晶夫ほか共訳[14]、雄松堂出版 1979
- L.I.アリバウム『古代サマルカンドの壁画』文化出版局 1980
- ボリス・ピオトロフスキー『埋もれた古代王国の謎 幻の国ウラルトゥを探る』岩波書店 1981
- 『ソ連国立歴史博物館ロシアの染織』学習研究社 1984
- ボリス・B.ピオトロフスキー『エルミタージュ美術館』岩波書店 1985
- D・マイダル『草原の国モンゴル』新潮選書 1988
- V.I.サリアニディ『シルクロードの黄金遺宝 シバルガン王墓発掘記』岩波書店 1988
- エドヴァルド・ルトヴェラゼ『考古学が語るシルクロード史 中央アジアの文明・国家・文化』平凡社 2011
- イリヤス・エセンベルリン『小説 遊牧民』「アイハヌム2011」東海大学出版会 2011
- ショキルジョン・ピダエフ『ウズベキスタンの仏教文化遺産』(立正大学ウズベキスタン学術交流プロジェクトシリーズ) 、今村栄一共訳、六一書房 2019